# Liste der Monuments historiques in Fareins
Die Liste der Monuments historiques in Fareins führt die Monuments historiques in der französischen Gemeinde Fareins auf.

## Liste der Bauwerke
| Bezeichnung       | Beschreibung                                     | Standort | Kennzeichnung | Schutzstatus   | Datum     | Bild           |
| ----------------- | ------------------------------------------------ | -------- | ------------- | -------------- | --------- | -------------- |
| Schloss Fléchères | Erbaut in der ersten Hälfte des 17. Jahrhunderts | (Lage)   | PA00116393    | Classé Inscrit | 1985 2001 | weitere Bilder |

## Liste der Objekte
- Monuments historiques (Objekte) in Fareins in der Base Palissy des französischen Kultusministeriums